# 查特姆 (佛羅里達州)
查特姆（英語：Chatham）是位於美國佛羅里達州門羅縣的一個非建制地區。該地的面積和人口皆未知。

## 地理
查特姆的座標為25°42′50″N 80°14′38″W / 25.71389°N 80.24389°W，而該地的平均海拔高度為0米（即0英尺）。